# Janay DeLoach
Janay DeLoach (Panama City (Florida), Estados Unidos, 12 de octubre de 1985) es una atleta estadounidense, especializada en la prueba de salto de longitud en la que llegó a ser medallista de bronce olímpica en 2012.

## Carrera deportiva
En los JJ. OO. de Londres 2012 ganó la medalla de bronce en salto de longitud, con un salto de 6.89 metros, quedando en el podio tras su compatriota Brittney Reese (oro con 7.12 m) y la rusa Yelena Sokolova (plata con 7.07 m).